# Magnus Moan
Magnus Hovdal Moan (Lillehammer, Noruega 1983) és un esquiador nòrdic noruec, especialista en combinada nòrdica i guanyador de quatre medalles olímpiques.

## Biografia
Va néixer el 26 d'agost de 1983 a la ciutat de Lillehammer, població situada al comtat d'Oppland.

## Carrera esportiva
Va participar, als 22 anys, als Jocs Olímpics d'Hivern de 2006 realitzats a Torí (Itàlia), on va aconseguir guanyar la medalla de bronze en la prova individual de combinada nòrdica i la medalla de plata en la prova per equips.
En els Jocs Olímpics d'Hivern de 2010 realitzats a Vancouver (Canadà), no tingué sort i finalitzà novè en la prova individual en trampolí normal i quinzè en la prova individual de trampolí llarg. En aquests mateixos Jocs finalitzà cinquè en la prova per equips, guanyant així un diploma olímpic.
En els Jocs Olímpics d'Hivern de 2014 realitzats a Sotxi (Rússia) aconseguí guanyar la medalla de plata en la prova de salt en trampolí llarg i la medalla d'or en la prova per equips de la competició de combinada nòrdica. Així mateix finalitzà cinquè en la prova de salt amb trampolí normal, guanyant un nou diploma olímpic.
Al llarg de la seva carrera ha guanyat vuit medalles al Campionat del Món d'esquí nòrdic, una d'ella d'or i tres de plata.